# 麋鹿岭 (犹他州)
麋鹿岭（英語：Elk Ridge）是美国犹他州犹他县下属的一座城市。面积大约为2.68平方英里（6.9平方公里），海拔约为5,354英尺（1,632米）。根据2010年美国人口普查，该市有人口2,436人。